# Joachim Tomaschewsky
Joachim Tomaschewsky (* 1. April 1919 in Chemnitz; † 8. Februar 2019 in Potsdam) war ein deutscher Film- und Theaterschauspieler, der in mehr als 120 Film- und Fernsehproduktionen mitwirkte. Daneben arbeitete er auch als Synchronsprecher sowie als Sprecher für Hörspiele.

## Leben und Werk
Nach seiner Schauspielausbildung von 1935 bis 1937 an der Schule Reimann in Berlin folgte ein Theaterengagement in Guben sowie – nach Kriegsende – in Halle und Leipzig, ehe er 1962 an die Volksbühne Berlin wechselte, deren Ensemble er über viele Jahrzehnte angehörte. Seit 1989 war er zudem in Österreich auf Bühnen in Graz und Wien präsent.
Erste Filmerfahrung sammelte er bereits während seiner Schauspielausbildung als Kameraassistent bei Leni Riefenstahls „Olympiade-Film GmbH“. Parallel zu seiner Theatertätigkeit arbeitete Tomaschewsky seit Mitte der 1950er Jahre auch in Film- und Fernsehproduktionen der DEFA und des DFF in zumeist kleineren Rollen mit. Eine seiner wenigen größeren Aufgaben war die Figur des Beisel, des unheilbringenden Hüters vom „Archiv des Todes“ (Fernsehserie, 1980). Seine Bekanntheit verdankte er vor allem dem Krimigenre, so war er ein gern gesehener Polizeiruf-110-Darsteller, vor allem aber ein Darsteller, der unzählige Filmtode spielte, so dass er sich selbst als „Leiche vom Dienst“ betitelte. Eine durchgehende Hauptrolle spielte er als BND-Mann Müller in den aufeinander aufbauenden Rudi-Kurz-Spionage-Krimis Der Mann aus Kanada, Treffpunkt Genf und Projekt Aqua, die von 1967 bis 1969 entstanden und auf wahren Begebenheiten beruhten. Noch im Alter von über 90 Jahren spielte er in verschiedenen Inszenierungen an der Berliner Volksbühne.
Seine Tochter Katarina Tomaschewsky, die ebenfalls Schauspielerin ist, entstammt der Ehe mit der Schauspielerin Gisela Morgen. Joachim Tomaschewsky starb im Februar 2019, knapp zwei Monate vor seinem 100. Geburtstag, in Potsdam.

## Filmografie (Auswahl)
- 1955: Ernst Thälmann – Führer seiner Klasse
- 1956: Zar und Zimmermann
- 1959: Reportage 57
- 1960: Blaulicht – Der Kindermörder (Fernsehreihe)
- 1961: Der Fremde
- 1962: Auf der Sonnenseite
- 1962: Freispruch mangels Beweises
- 1962: Das grüne Ungeheuer (Fernsehmehrteiler)
- 1963: Nackt unter Wölfen
- 1963: Es geht nicht ohne Liebe (Fernsehfilm)
- 1963: Die Spur führt in den 7. Himmel (Fernsehfilm in fünf Teilen)
- 1964: Der Mann mit der Maske
- 1964: Preludio 11
- 1965: Tiefe Furchen
- 1966: Ohne Kampf kein Sieg (Fernsehmehrteiler)
- 1967: Ein Lord am Alexanderplatz
- 1967: Kater Lampe (Fernsehfilm)
- 1967: Der Mann aus Kanada (Fernsehfilm)
- 1967: Treffpunkt Genf (2 Teile / Fortsetzung von Der Mann aus Kanada)
- 1968: 12 Uhr mittags kommt der Boß
- 1968: Mord am Montag
- 1969: Zeit zu leben
- 1969: Projekt Aqua (2 Teile / Fortsetzung von Treffpunkt Genf)
- 1970: Caesar und Cleopatra (Theateraufzeichnung)
- 1970: Jeder stirbt für sich allein (Fernsehfilm, 3 Teile)
- 1972: Das Geheimnis der Anden (Fernsehmehrteiler)
- 1973: Copernicus (Kopernik)
- 1973: Polizeiruf 110: Siegquote 180 (Fernsehreihe)
- 1973: Der Staatsanwalt hat das Wort: Die Kraftprobe (Fernsehreihe)
- 1974: Der Leutnant vom Schwanenkietz (Fernsehfilm)
- 1974: Die Frauen der Wardins (Fernseh-Dreiteiler)
- 1974: Der Staatsanwalt hat das Wort: Das Gartenfest (Fernsehreihe)
- 1975: Polizeiruf 110: Heiße Münzen (Fernsehreihe)
- 1975: Die Wildente (Theateraufzeichnung)
- 1976/79: Feuer unter Deck
- 1977: Polizeiruf 110: Trickbetrügerin gesucht (Fernsehreihe)
- 1978: Scharnhorst (Fernsehmehrteiler)
- 1979: Der Menschenhasser (Theateraufzeichnung)
- 1979: Ende vom Lied (Fernsehfilm)
- 1979: Lachtauben weinen nicht
- 1980: Archiv des Todes (Fernsehserie)
- 1980: Glück im Hinterhaus
- 1981: Berühmte Ärzte der Charité: Der Mann aus Jena (Fernsehfilm)
- 1981: Peters Jugend
- 1982: Märkische Forschungen
- 1982: Familie Rechlin (Fernsehzweiteiler)
- 1983: Märkische Chronik (Fernsehserie)
- 1984: Sachsens Glanz und Preußens Gloria
- 1985: Die unwürdige Greisin (Fernsehfilm)
- 1986: Caspar David Friedrich – Grenzen der Zeit (DDR/BRD)
- 1989: Polizeiruf 110: Variante Tramper (Fernsehreihe)
- 1990: Selbstversuch (Fernsehfilm)
- 1990: Die Architekten
- 1991: Polizeiruf 110: Big Band Time (Fernsehreihe)
- 1992: Die Spur des Bernsteinzimmers
- 1996: United Trash
- 1997: Die Apothekerin
- 1999: Beresina oder Die letzten Tage der Schweiz
- 1999: Götterdämmerung – Morgen stirbt Berlin
- 2000: Dämonen. Ein Film von Frank Castorf
- 2002: Die Affäre Semmeling (Fernsehfilm)
- 2003: hamlet X/Die heilige Familie
- 2003: Mein Name ist Bach
- 2006: Der Idiot
- 2007: Der Letzte macht das Licht aus!
- 2008: Der Vorleser (The Reader)
- 2010: Tatort: Heimwärts

## Theater (Auswahl)
- 1946: Franz und Paul von Schönthan: Der Raub der Sabinerinnen (Emil Groß) – Regie: Camillo Triembacher (Städtische Theater Chemnitz)
- 1958: Bertolt Brecht: Der gute Mensch von Sezuan (Ein Gott) – Regie: Arthur Jopp (Städtische Bühnen Leipzig)

Volksbühne Berlin
- 1963: Michael Mansfeld: Einer von uns (Staatsanwalt) – Regie: Ottofritz Gaillard/Hans-Dieter Meves (Theater im 3. Stock)
- 1965: Friedrich Dürrenmatt: Der Besuch der alten Dame (Bürgermeister) – Regie: Fritz Bornemann
- 1965: Curt Goetz: Hokuspokus – Regie: Ottofritz Gaillard (Theater im III. Stock)
- 1966: Max Frisch: Andorra (Jemand) – Regie: Fritz Bornemann
- 1967: Georg Kaiser: Nebeneinander – Regie: Wolf-Dieter Panse
- 1967: Helmut Baierl: Mysterium Buffo – Variante für Deutschland (Studienrat) – Regie: Wolfgang Pintzka
- 1968: Armand Gatti: V wie Vietnam – Regie: Hans-Joachim Martens/Wolfgang Pintzka
- 1969: William Shakespeare: Troilus und Cressida (Menelaus) – Regie: Hannes Fischer
- 1970: Kurt Bartsch/Reiner Bredemeyer (Nach Jacques Offenbach): Orpheus (Jupiter) – Regie: Wolfgang Pintzka
- 1971: Carlo Gozzi: König Hirsch (Statue) – Regie: Benno Besson/Brigitte Soubeyran
- 1973: Tirso de Molina: Don Gil von den grünen Hosen (Don Antonio) – Regie: Brigitte Soubeyran
- 1973: Mittelalterliches Jahrmarktstück: Vom Furz (Richter) – Regie: Brigitte Soubeyran (Linkes Seitenfoyer)
- 1974: Juri Olescha: „Rote Unschuld“ oder „Die Liste der Wohltaten“ – Regie: Berndt Renne (Theater im 3. Stock)
- 1983: Heinrich von Kleist: Der zerbrochne Krug – Regie: Helmut Straßburger/Ernstgeorg Hering
- 1986: Ferdinand Bruckner: Heroische Komödie (Graf Narbonne) – Regie: Barbara Abend (Theater im Palast)
- 1987: Michail Bulgakow: Der Meister und Margarita (Afranius) – Regie: Siegfried Höchst
- 1991: Anton Tschechow: Auf der großen Straße (Sawa) – Regie: Horst Hawemann
- 1992: William Shakespeare: König Lear (Edgar Gloster) – Regie: Frank Castorf
- 1996: Carl Zuckmayer: Des Teufels General (Friedrich Eilers, Oberst und Führer einer Kampfstaffel/Oderbruch, Ingenieur im Luftfahrtministerium) – Regie: Frank Castorf
- 1997: Anton Tschechow: Drei Schwestern (Kulygin Fëdor Iljič, Lehrer am Gymnasium, Masas Ehemann) – Regie: Christoph Marthaler
- 1999: Fjodor Dostojewski: Dämonen (Gaganow) – Regie: Frank Castorf
- 2000: Michel Houellebecq: Elementarteilchen – Regie: Frank Castorf
- 2001: Fjodor Dostojewski: Erniedrigte und Beleidigte (Jeremiah Smith, Jelenas Großvater/Sisobrjuchow/Ein Arzt) – Regie: Frank Castorf
- 2002: Michail Bulgakow: Der Meister und Margarita – Regie: Frank Castorf
- 2002: Fjodor Dostojewski: Der Idiot (Iwan Fjodorowitsch Jepantschin, General) – Regie: Frank Castorf
- 2004: Frank Norris: Gier nach Gold (Grannis) – Regie: Frank Castorf
- 2006: Bertolt Brecht: Im Dickicht der Städte – Regie: Frank Castorf

## Hörspiele
- 1963: Joachim Goll: Eine kleine Hausmusik (Herr Fitzley) – Regie: Hans Knötzsch (Hörspiel – Rundfunk der DDR)
- 1964: Heinz von Cramer: Die Ohrfeige (Prokurist) – Regie: Hans Knötzsch (Hörspiel – Rundfunk der DDR)
- 1965: Rolf Schneider: Unternehmen Plate-Rack (General) Regie: Helmut Hellstorff (Hörspiel – Rundfunk der DDR)
- 1967: Joachim Goll: Bankivahühner – Regie: Werner Grunow (Hörspiel-Schwank – Rundfunk der DDR)
- 1967: Rolf Wohlgemuth: Verraten und verkauft (Vater) – Regie: Peter Groeger (Hörspiel – Rundfunk der DDR)
- 1968: Emmanuel Roblès: Männerarbeit – Regie: Edgar Kaufmann (Hörspiel – Rundfunk der DDR)
- 1968: Day Keene/Warren Brand: Naked Fury – Nackte Gewalt (Reardon) – Regie: Helmut Hellstorff (Kriminalhörspiel – Rundfunk der DDR)
- 1968: Maxim Gorki: Pasquarello – Der Redakteur (Chronist des Salamander) – Regie: Detlef Kurzweg (Kinderhörspiel – Rundfunk der DDR)
- 1969: Eduard Claudius: Vom schweren Anfang (Amerikanischer Major) – Regie: Horst Liepach (Kinderhörspiel – Rundfunk der DDR)
- 1969: Friedrich Schiller: Die Verschwörung des Fiesco zu Genua (Lomellin) – Regie: Peter Groeger (Hörspiel – Rundfunk der DDR)
- 1969: Emmanuel Roblès/Philippe Derrez: Männerarbeit – Regie: Edgar Kaufmann (Hörspiel – Rundfunk der DDR)
- 1970: William Shakespeare: Othello (Doge) – Regie: Gert Andreae (Hörspiel – Rundfunk der DDR)
- 1970: Dieter Müller: Die Richter des Friedrich Ludwig Jahn – Regie: Theodor Popp (Kinderhörspiel – Rundfunk der DDR)
- 1971: Heinrich Mann: Die Vollendung des Königs Henri Quatre – Regie: Fritz Göhler (Hörspiel – Rundfunk der DDR)
- 1972: Joachim Witte: Die wilden Ritter der Reckeburg (Herr Krell) – Regie: Joachim Gürtner (Hörspielreihe: Neumann, zweimal klingeln – Rundfunk der DDR)
- 1972: Jan Klima: Der Tod liebt die Poesie – Regie: Werner Grunow (Kriminalhörspiel – Rundfunk der DDR)
- 1973: Georges Courteline: Der Stammgast (Staatsanwalt) – Regie: Hans Knötzsch (Hörspiel – Rundfunk der DDR)
- 1974: Alexander Wolkow: Der Zauberer der Smaragdenstadt (Löwe) – Regie: Maritta Hübner (Kinderhörspiel – Rundfunk der DDR)
- 1974: Hans-Jürgen Bloch: Hundert Mark für eine Unterschrift (Herbst) – Regie: Joachim Staritz (Hörspielreihe: Tatbestand, Nr. 4 – Rundfunk der DDR)
- 1974: Ivan Isacovic: Alter schützt vor Torheit nicht (Vorsitzender) – Regie: Albrecht Surkau (Hörspiel – Rundfunk der DDR)
- 1974: Rolf Gumlich: Krach in Dagenow (Doktor) – Regie: Werner Grunow (Hörspiel – Rundfunk der DDR)
- 1974: Augusto Boal: Torquemada – Regie: Peter Groeger (Hörspiel – Rundfunk der DDR)
- 1976: Adolf Glaßbrenner: Antigone in Berlin (Dr. Bos) – Regie: Werner Grunow (Hörspiel (Kunstkopf) – Rundfunk der DDR)
- 1976: Rodney David Wingfield: Auf Provisionsbasis (Jordan) – Regie: Helmut Hellstorff (Hörspiel – Rundfunk der DDR)
- 1976: Joachim Brehmer: Meine Frau Inge und meine Frau Schmidt (Direktor) – Regie: Achim Scholz (Hörspiel – Rundfunk der DDR)
- 1976: Mark Twain: Die Abenteuer des Huckleberry Finn (Parker) – Regie: Theodor Popp (Kinderhörspiel – Litera)
- 1980: Michail Bulgakow: Die Kabale der Scheinheiligen (Bruder Kraft) – Regie: Werner Grunow (Hörspiel – Rundfunk der DDR)
- 1981: Edwin Hoernle: Vom König, der die Sonne vertreiben wollte – Regie: Maritta Hübner (Kinderhörspiel – Rundfunk der DDR)
- 1982: Albert Wendt: Der Sauwetterwind (Direktor) – Regie: Christa Kowalski (Kinderhörspiel – Rundfunk der DDR; Übernahme durch Litera, 1985)
- 1983: Lion Feuchtwanger: Erfolg – Regie: Werner Grunow (Hörspiel – Rundfunk der DDR)
- 1988: Jan Drda: Der vergessene Teufel (Pfarrer) – Regie: Karlheinz Liefers (Kinderhörspiel – Rundfunk der DDR)
- 1989: Gerhard Rentzsch: Szenen vom Lande – Regie: Karlheinz Liefers (Hörspielreihe: Augenblickchen Nr. 1 – Rundfunk der DDR)